# Estádio Olímpico de San Marino
O Estádio Olímpico de San Marino (também conhecido por Estádio Olímpico de Serravalle e, desde 2014, San Marino Stadium) é um estádio multiuso localizado em Serravalle, na república de San Marino. É o maior e principal estádio de futebol do país, com capacidade para receber 6.664 torcedores.

## Construção
O estádio foi inaugurado em 1970, e passou a ser chamado de estádio olímpico em 1985, ano em que foi realizada a primeira edição dos Jogos dos Pequenos Estados da Europa, sediada em San Marino.
Desde 1988, a Seleção São-Marinhense manda seus jogos neste estádio, que foi palco das 3 maiores goleadas já sofridas pela equipe (13 a 0 para a Alemanha em 2006 e dois 8 a 0 para a Inglaterra e Ucrânia, ambos em 2013), além da única vitória da Sereníssima em jogos oficiais (1 a 0 sobre Liechtenstein), em 2004).
Em setembro de 2014, passou a chamar-se San Marino Stadium numa cerimônia que contou com as presenças dos presidentes das Federações de Futebol de San Marino e Itália, dos capitães-regentes Valeria Ciavatta e Luca Beccari e do secretário de Esportes de San Marino, Teodoro Lonfernini. Além da Seleção, Juvenes/Dogana e San Marino Calcio também mandaram suas partidas no Estádio Olímpico, que é o palco da final da Copa Titano (copa nacional de San Marino).

## Presença de Bento XVI
Em junho de 2011, o Estádio Olímpico de San Marino recebeu 20 mil pessoas durante uma missa do então Papa Bento XVI, que fazia uma visita oficial ao país.